# Medal Ekspedycji Sił Zbrojnych
Medal Ekspedycji Sił Zbrojnych (ang. Armed Forces Expeditionary Medal) – medal Sił Zbrojnych Stanów Zjednoczonych przyznawany za udział w operacjach militarnych poza granicami USA.
Pod koniec lat 50. zaszła potrzeba ustanowienia medalu dla żołnierzy Sił Zbrojnych USA, którzy służyli w amerykańskich operacjach bojowych i pokojowych w różnych miejscach na świecie. W rezultacie tego prezydent USA John F. Kennedy 4 grudnia 1961 roku ustanowił Armed Forces Expeditionary Medal. Po założeniu zamówienia na projekt, dokonano wstępnej selekcji wzorów i po akceptacji Komisji Sztuk Pięknych wzór medalu został zaakceptowany.
Medal przyznawany jest członkom Sił Zbrojnych USA, którzy po 1 lipca 1958 uczestniczyli w operacjach militarnych, które w opinii Połączonych Szefów Sztabów były znaczące i napotkały na opór wroga. 
Przyznawano go za udział w trzech kategoriach operacji:
- operacje militarne USA
- operacje militarne USA pod dowództwem ONZ
- operacje militarne USA wspierające przyjazne kraje[1].

Medal przyznawany był wtedy, gdy nie ustanowiono osobnego medalu za daną kampanię. Każdy z rodzajów sił zbrojnych USA samodzielnie wybrał operacje, za które nagradzał tym medalem. Armia przyznawała go za trzy kampanie: Grenadę, Panamę i Dominikanę.